# Wonderful Performing Dog
Wonderful Performing Dog is een Amerikaanse film uit 1894. De film werd gemaakt door Thomas Edison en toont een baasje, Ivan Tschernoff, die zijn hond, Lucy, kunstjes laat uitvoeren. 